# Andrej Ol'chovskij
Andrej Stanislavovič Ol'chovskij, accreditato come Andrei Olhovskiy dalla ATP (in russo Андрей Станиславович Ольховский?; Mosca, 15 aprile 1966), è un ex tennista sovietico, dal 1991 russo.

## Biografia

### Carriera tennistica
Ol'chovskij cominciò a giocare a tennis sin da quando aveva 9 anni e diventò professionista nel 1989, ma vinse il suo primo torneo in singolo nel 1993 a Copenaghen, dove vinse anche il suo primo titolo in doppio con il sudafricano David Adams sempre nello stesso anno.
Ol'chovskij vinse 2 titoli nel singolare e 20 nel doppio e inoltre anche due Grandi Slam nel doppio misto (Australian Open e Roland Garros).
I suoi migliori piazzamenti nel ranking, nel singolare e nel doppio, furono rispettivamente 49º e 6º.
Tra i match memorabili della sua carriera si ricorda la vittoria a Wimbledon contro l'allora testa di serie nº1 Jim Courier al terzo turno.

## Vita privata
Ol'chovskij è un grande appassionato di scacchi, tanto da essere considerato già al tempo dell'agonismo uno dei migliori scacchisti del Tour.
Dal 25 aprile 1989 è sposato con Tatyana che gli ha poi dato un figlio, chiamato Andrei Junior.

## Statistiche

### Singolare

#### Vittorie (2)
| Legenda                     |
| Grande Slam (0)             |
| Tennis Masters Cup (0)      |
| ATP Super 9 (0)             |
| ATP Championship Series (0) |
| ATP World Series (2)        |

| Titoli per superficie |
| Cemento (0)           |
| Erba (0)              |
| Terra rossa (0)       |
| Sintetico (2)         |

| N° | Data            | Torneo                      | Superficie | Avversario in finale | Punteggio     |
| 1. | 7 marzo 1993    | Copenaghen Open, Copenaghen | Sintetico  | Nicklas Kulti        | 7-5, 3-6, 6-2 |
| 2. | 4 febbraio 1996 | Shanghai Open, Shanghai     | Sintetico  | Mark Knowles         | 7–6(5), 6-2   |

#### Finali perse (2)
| N° | Data           | Torneo                          | Superficie | Avversario in finale | Punteggio           |
| 1. | 2 ottobre 1994 | Kuala Lumpur Open, Kuala Lumpur | Sintetico  | Jacco Eltingh        | 6(1)–7, 6-2, 4-6    |
| 2. | 12 marzo 1995  | Copenaghen Open, Copenaghen     | Sintetico  | Martin Sinner        | 7–6(3), 6(8)–7, 3-6 |

### Doppio

#### Vittorie (20)
| Legenda                                          |
| Grande Slam (0)                                  |
| Tennis Masters Cup (0)                           |
| ATP Super 9 (1)                                  |
| ATP Championship Series (1)                      |
| ATP World Series / ATP International Series (18) |

| Titoli per superficie |
| Cemento (5)           |
| Erba (0)              |
| Terra rossa (5)       |
| Sintetico (10)        |

| N°  | Data             | Torneo                                   | Superficie  | Compagno            | Avversari in finale                     | Punteggio         |
| 1.  | 8 marzo 1993     | Copenaghen Open, Copenaghen (1)          | Sintetico   | David Adams         | Martin Damm Daniel Vacek                | 6–3, 3–6, 6–3     |
| 2.  | 5 aprile 1993    | Estoril Open, Estoril (1)                | Terra rossa | David Adams         | Menno Oosting Udo Riglewski             | 6–3, 7–5          |
| 3.  | 30 agosto 1993   | Schenectady Open, Schenectady            | Cemento     | Bernd Karbacher     | Byron Black Brett Steven                | 2–6, 7–6, 6–1     |
| 4.  | 21 febbraio 1994 | Stuttgart Championship Series, Stoccarda | Sintetico   | David Adams         | Grant Connell Patrick Galbraith         | 6–7, 6–4, 7–6     |
| 5.  | 8 agosto 1994    | Austrian Open, Kitzbühel                 | Terra rossa | David Adams         | Sergio Casal Emilio Sánchez             | 6–7, 6–3, 7–5     |
| 6.  | 16 gennaio 1995  | ATP Jakarta, Giacarta                    | Cemento     | David Adams         | Ronald Agénor Shūzō Matsuoka            | 7–5, 6–3          |
| 7.  | 13 febbraio 1995 | Open 13, Marsiglia (1)                   | Sintetico   | David Adams         | Jean-Philippe Fleurian Rodolphe Gilbert | 6–1, 6–4          |
| 8.  | 10 aprile 1995   | Estoril Open, Estoril (2)                | Terra rossa | Evgenij Kafel'nikov | Marc-Kevin Goellner Diego Nargiso       | 5–7, 7–5, 6–2     |
| 9.  | 31 luglio 1995   | Canadian Open, Montréal                  | Cemento     | Evgenij Kafel'nikov | Brian MacPhie Sandon Stolle             | 6–2, 6–2          |
| 10. | 1º aprile 1996   | St. Petersburg Open, San Pietroburgo (1) | Sintetico   | Evgenij Kafel'nikov | Nicklas Kulti Peter Nyborg              | 6–3, 6–4          |
| 11. | 15 aprile 1996   | Hong Kong Open, Hong Kong                | Cemento     | Patrick Galbraith   | Kent Kinnear Dave Randall               | 6–3, 6–7, 7–6     |
| 12. | 14 ottobre 1996  | China Open, Pechino                      | Sintetico   | Martin Damm         | Patrik Kühnen Gary Muller               | 6–4, 7–5          |
| 13. | 11 novembre 1996 | Kremlin Cup, Mosca                       | Sintetico   | Rick Leach          | Jiří Novák David Rikl                   | 4–6, 6–1, 6–2     |
| 14. | 17 marzo 1997    | Copenaghen Open, Copenaghen (2)          | Sintetico   | Brett Steven        | Kenneth Carlsen Frederik Fetterlein     | 6–4, 6–2          |
| 15. | 31 marzo 1997    | St. Petersburg Open, San Pietroburgo (2) | Sintetico   | Brett Steven        | David Prinosil Daniel Vacek             | 6–4, 6–3          |
| 16. | 8 febbraio 1999  | Open 13, Marsiglia                       | Cemento (i) | Maks Mirny          | David Adams Pavel Vízner                | 7–5, 7–6          |
| 17. | 8 marzo 1999     | Copenaghen Open, Copenaghen (3)          | Sintetico   | Maks Mirny          | Marc-Kevin Goellner David Prinosil      | 6–7, 7–6, 6–1     |
| 18. | 24 maggio 1999   | ATP St. Pölten, Sankt Pölten             | Terra rossa | Andrew Florent      | Brent Haygarth Robbie Koenig            | 5–7, 6–4, 7–5     |
| 19. | 4 febbraio 2002  | Milan Indoor, Milano                     | Sintetico   | Karsten Braasch     | Julien Boutter Maks Mirny               | 3–6, 7–6, [12-10] |
| 20. | 15 aprile 2002   | Estoril Open, Estoril (3)                | Terra rossa | Karsten Braasch     | Simon Aspelin Andrew Kratzmann          | 6–3, 6–3          |

#### Finali perse (20)
| N°  | Data              | Torneo                       | Superficie    | Compagno            | Avversari in finale                  | Punteggio     |
| 1.  | 21 maggio 1990    | Croatia Open Umag, Umago     | Terra rossa   | Andrej Čerkasov     | Vojtěch Flégl Daniel Vacek           | 4-6, 4-6      |
| 2.  | 11 marzo 1991     | Copenaghen Open, Copenaghen  | Sintetico     | Mansour Bahrami     | Todd Woodbridge Mark Woodforde       | 3-6, 1-6      |
| 3.  | 20 aprile 1992    | Tampa Open, Tampa            | Terra rossa   | Luiz Mattar         | Mike Briggs Trevor Kronemann         | 6-7, 7-6, 4-6 |
| 4.  | 8 giugno 1992     | Roland Garros, Parigi        | Terra battuta | David Adams         | Jakob Hlasek Marc Rosset             | 6-7, 7-6, 5-7 |
| 5.  | 16 novembre 1992  | Kremlin Cup, Mosca (1)       | Sintetico     | David Adams         | Marius Barnard John-Laffnie de Jager | 4-6, 6-3, 6-7 |
| 6.  | 1º marzo 1993     | Rotterdam Open, Rotterdam    | Sintetico     | David Adams         | Henrik Holm Anders Järryd            | 4-6, 6-7      |
| 7.  | 14 giugno 1993    | Rosmalen Open, Rosmalen (1)  | Erba          | David Adams         | Patrick McEnroe Jonathan Stark       | 6-7, 6-1, 4-6 |
| 8.  | 20 settembre 1993 | ATP Bordeaux, Bordeaux       | Cemento (i)   | David Adams         | Pablo Albano Javier Frana            | 6-7, 6-4, 3-6 |
| 9.  | 18 ottobre 1993   | ATP Bolzano, Bolzano         | Cemento       | David Adams         | Hendrik Jan Davids Piet Norval       | 3-6, 2-6      |
| 10. | 4 aprile 1994     | ATP Osaka, Osaka             | Cemento       | David Adams         | Martin Damm Sandon Stolle            | 4-6, 4-6      |
| 11. | 1º agosto 1994    | Dutch Open, Hilversum        | Terra rossa   | David Adams         | Daniel Orsanic Jan Siemerink         | 4-6, 2-6      |
| 12. | 24 ottobre 1994   | China Open, Pechino          | Sintetico     | David Adams         | Tommy Ho Kent Kinnear                | 6-7, 3-6      |
| 13. | 14 novembre 1994  | Kremlin Cup, Mosca (2)       | Sintetico     | David Adams         | Jacco Eltingh Paul Haarhuis          | w/o           |
| 14. | 9 gennaio 1995    | Qatar Open ATP, Doha (1)     | Cemento       | Jan Siemerink       | Stefan Edberg Magnus Larsson         | 6-7, 2-6      |
| 15. | 15 maggio 1995    | German Open Hamburg, Amburgo | Terra rossa   | Byron Black         | Wayne Ferreira Evgenij Kafel'nikov   | 1-6, 6-7      |
| 16. | 19 giugno 1995    | Ordina Open, Rosmalen (2)    | Erba          | Hendrik Jan Davids  | Richard Krajicek Jan Siemerink       | 5-7, 3-6      |
| 17. | 26 giugno 1995    | Halle Open, Halle            | Erba          | Evgenij Kafel'nikov | Jacco Eltingh Paul Haarhuis          | 2-6, 6-3, 3-6 |
| 18. | 7 ottobre 1996    | Singapore Open, Singapore    | Sintetico     | Martin Damm         | Todd Woodbridge Mark Woodforde       | 6-7, 6-7      |
| 19. | 3 marzo 1997      | Milan Indoor, Milano         | Sintetico     | David Adams         | Pablo Albano Peter Nyborg            | 4-6, 6-7      |
| 20. | 8 gennaio 2001    | Qatar Open ATP, Doha (2)     | Cemento       | Joan Balcells       | Mark Knowles Daniel Nestor           | 1-6, 3-6      |

### Doppio misto

#### Vittorie (2)
| Legenda                     |
| Grande Slam (2)             |
| Tennis Masters Cup (0)      |
| ATP Super 9 (0)             |
| ATP Championship Series (0) |
| ATP World Series (0)        |

| Titoli per superficie |
| Cemento (1)           |
| Erba (0)              |
| Terra rossa (1)       |
| Sintetico (0)         |

| N° | Data            | Torneo                     | Superficie    | Compagno           | Avversari in finale           | Punteggio     |
| 1. | 6 giugno 1993   | Roland Garros, Parigi      | Terra battuta | Evgenija Manjukova | Elna Reinach Danie Visser     | 6-2, 4-6, 6-4 |
| 2. | 30 gennaio 1994 | Australian Open, Melbourne | Cemento       | Larisa Neiland     | Helena Suková Todd Woodbridge | 7-5, 6-7, 6-2 |

#### Finali perse (1)
| N° | Data          | Torneo                      | Superficie | Compagno       | Avversari in finale     | Punteggio     |
| 1. | 6 luglio 1997 | Torneo di Wimbledon, Londra | Erba       | Larisa Neiland | Helena Suková Cyril Suk | 6-4, 3-6, 4-6 |